# نيني (المفلحي)

تعديل مصدري - تعديل

نيني هي إحدى قرى عزلة المفلحي بمديرية المفلحي التابعة لمحافظة لحج، بلغ تعداد سكانها 202 نسمة حسب تعداد اليمن لعام 2004.